# Катино (Ријети)
Катино је насеље у Италији у округу Ријети, региону Лацио.
Према процени из 2011. у насељу је живело 129 становника. Насеље се налази на надморској висини од 309 м.